# Унутрашњи слој крвних и лимфних судова
Унутрашњи слој крвних и лимфних судова или туника интима (лат. tunica intima) најдубљи је унутрашњи слој зида крвних и лимфних судова (који не само да осигурава оптималан проток лимфе и крвне течности, већ представља и селективно пропусну баријеру за растворене компоненте крви).  

## Анатомија
Артеријски зид крвног суда се састоји од три слоја:
- Тунике интиме (лат. tunica intima) -  најдубљи или унутрашњи слој који је најближи лумену крвног суда. Састоји се од унутрашње глатке површине покривене једним слојем ендотелних ћелија које почивају на базалној мембрани и танком субендотелном екстрацелуларног матрикса (ЕЦМ) састављеног од колагена и еластина.  Храни се дифузијом из крви која пролази кроз лумен крвног суда.[2]
- Тунике медије (лат. tunica media) -   мишићни слој или средњи омотач крвног суда, који је дебљи у артеријама, посебно у великим артеријама, и састоји се од глатких мишићних ћелија помешаних са еластичним влакнима. Мишићне ћелије и еластична влакна кружно су распорежена око крвног суда. У већим крвним судовима туника медија се састоји првенствено од еластичних влакана. Како се артерије сужавају, смањује се и број еластичних влакана док се број глатких мишићних влакана повећава. Храни се дифузијом из крви која пролази кроз лумен крвног суда.[2]
- Тунике адвентитиције (лат. tunica adventitia) -  еластична мембрана или ограничавајућа баријера, која штити крвни суд од прекомерног растезања. Карактеристично за овај слој је присуство малих крвних судова  (лат. vasa vasorum) који снабдевају крвљу зидове већих артерија и вена.[2]

## Хистологија
Унутрашњи слој крвних и лимфних судова облаже целу васкулатуру тела и према процена сматра се да се код одрасле особе састоји од приближно 1 × 1013 ендителних ћелија
У хистолошком смислу туника интима се састоји од:
- моноцелуларног и глатког ендотела са својом базалном мембраном. Ендотелне ћелије су увек спљоштене и полигоналне форме. Нуклеус ендотелних ћелија лучно је окренут у лумен судова.
- витког субендотелијалног слоја;
- унутрашња еластична или базална мембране која је фенестрирани слој који одваја тунику интиму од тунике медије. Унутрашња еластична ламина формира пасивну (механичку) баријеру између тунике интиме и тунике медија, али такође има инхибиторни ефекат на миграцију и пролиферацију глатких мишићних ћелија тунике медије. Концепт активне (биолошке) баријере још више важи за ендотел који покрива површину крвног суда, чије ћелије обављају велики број функција.

Туника интима новорођенчета састављена је од једноћелијског слоја, а са годинама се дебља и постаје вишеслојна, у зависности од положаја дуж осе срце-периферија и од хемодинамике крвотока.
Код одраслих, туника интима коронарних артерија је дебља од тунике медије. Ово дифузно задебљање тунике интиме  се сматра  нормалним   или бенигним процесом, јер не мора нужно да напредује у атеросклерозу.

## Функција
Један од главних задатака унутрашњег слоја крвних и лимфних судова (тунике интиме) је стварање оптимални услова за протока кроз лумен ових судова. Ендотелне ћелије тунике интиме луче бројне биоактивне супстанце за модулацију васкуларног тонуса, спречавање адхезије тромбоцита и леукоцита, контролу процес тромбозе, спречавање инвазије штетних супстанци у артеријски зид.  
Унутрашња површина ендотелних ћелија је изузетно глатка. Пошто је овај слој тунике интима у директном контакту са крвљу, загарантован је идеалан проток крви.
Туника интима делује и као селективна дифузиона баријера између крви и осталих слојева зида крвног суда.
Такође ендотелна површина са поравнањем на страни лумена одбија чврсте крвне компоненте (еритроцити или леукоците) па се они не могу лепити на васкуларно ткиво.  Међутим ендотел не само да делује као физичка баријера за одвајање крви од околног ткива, већ такође учествује и у регулацији коагулације.
Због своје стратешке локације, ендотел се појавио као главни регулатор васкуларне хомеостазе са својим структурним и функционалним својствима измењеним као одговор на локалне и системске стимулусе.

## Промене
Структура тунике интиме се мења са годинама и постаје вишеслојна услед миграције глатких мишићних ћелија из медије у интиму. У овој фази, миграција и пролиферација ћелија глатких мишића не изазивају патолошке промене у интими. Вишеслојност интиме се класично сматра важном фазом у развоју атеросклерозе, али у ствари се атеросклеротски плакови развијају само фокално због међусобног деловања различитих процеса који укључују резидентне и инвазивне инфламаторне ћелије. Са старењем или болестима тунике интиме, унутрашња еластична мембрана може бити фрагментирана, дуплирана или фокално изгубљена. што погодује атеросклеротском процесу.

## Галерија
- Венски крвни суд
- Микрофотографија артеријског зида са калцификованим (љубичастом бојом) атеросклеротским плаком (боја хематоксилина и еозина)
- Приказ слојева артерије